# Petis Udang

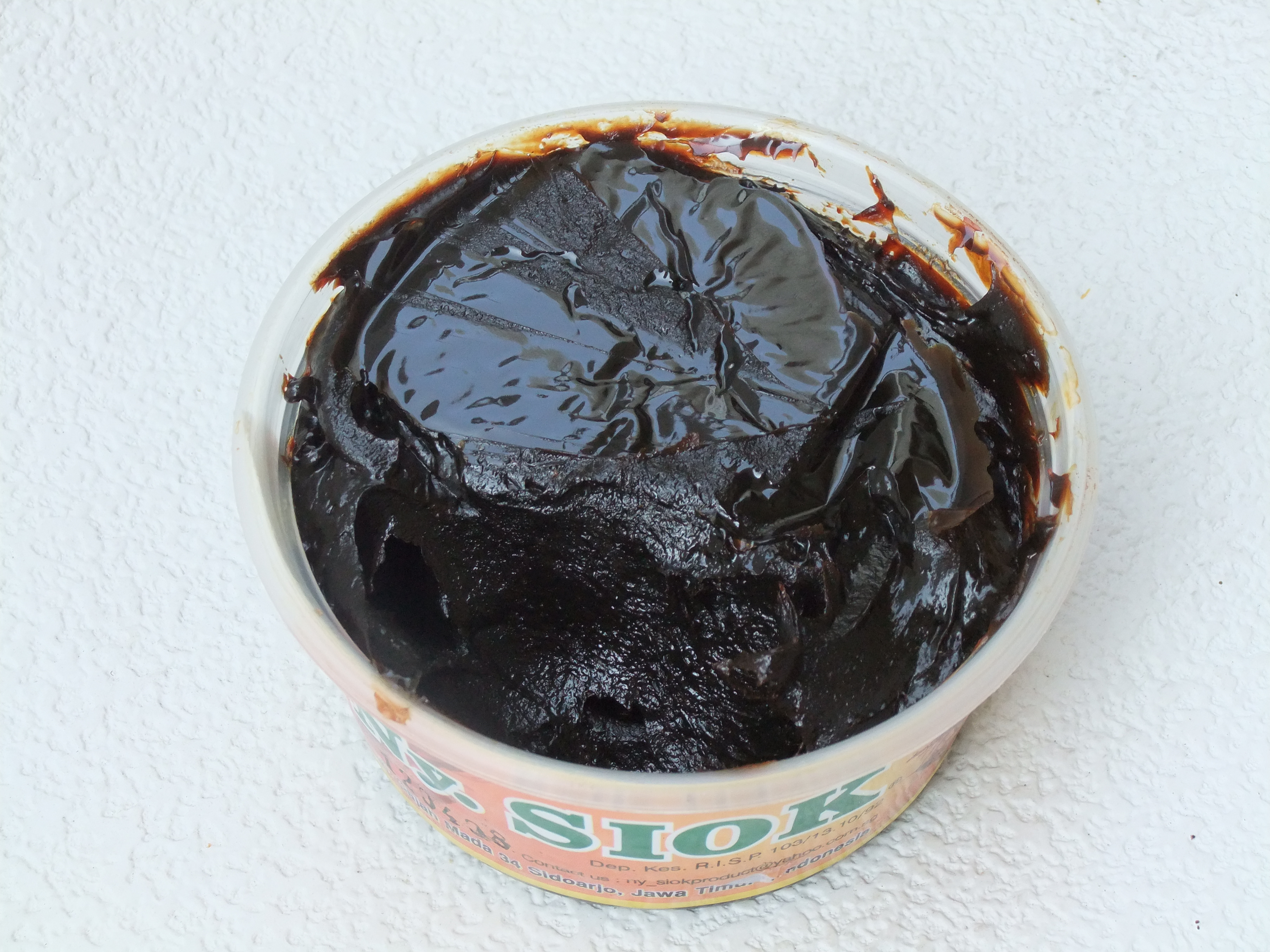
Consistencia similar a melaza de la petis udang negra, producida en Sidoarjo, Java Oriental, Indonesia.

Petis udang es una pasta de gambas de color negro de Indonesia y Malasia. Se la llama Hae ko en el dialecto Hokkien, que significa pasta de camarón / gamba. Petis udang es una versión de pasta de camarón utilizada en Indonesia, Malasia y Singapur. En Indonesia es especialmente popular en Java Oriental.
Esta pasta negra espesa posee una consistencia de melaza en vez de la apariencia dura de la belacan. También posee un sabor más dulce ya que se agrega azúcar en su preparación. La petis es producida hirviendo los descartes del procesamiento del camarón. Por lo general se agrega melaza para darle un sabor más dulce a la petis.
Se la utiliza para saborizar la comida local callejera, como por ejemplo popiah rollitos primavera, Asam laksa, chee cheong fan rollitos de arroz y ensaladas rojak, tales como rujak cingur y rujak petis. En Indonesia, importantes productores de petis son las industrias artesanales de las zonas de Sidoarjo, Pasuruan y Gresik en Java Oriental.